# Mustangs de SMU
Les Mustangs de SMU (en anglais : SMU Mustangs) sont les équipes sportives universitaires qui représentent l'université méthodiste du Sud (Southern Methodist University) basée à Dallas au Texas au sein de la Division I de la National Collegiate Athletic Association (NCAA).
Membres de l'American Athletic Conference jusqu'en fin de saison 2023, les programmes sportifs de SMU ont rejoint dès 2024 l'Atlantic Coast Conference.
Le programme de football américain évolue au sein de la NCAA Division I FBS, le niveau universitaire le plus élevé du football américain universitaire.
Les couleurs officielles des Mustangs sont le rouge et le bleu.

## Football américain

### Descriptif en début de saison 2025
- Couleurs :   (rouge et bleu)

- Dirigeants :
  - Directeur sportif : Damon Evans
  - Entraîneur principal : Rhett Lashlee (en), 4e saison, bilan : 29 - 12  (70,7%)

- Stade
  - Nom : Gerald J. Ford Stadium
  - Capacité : 32 000
  - Surface de jeu : pelouse artificielle (Fieldturf)
  - Lieu : University Park, Texas

- Conférence :
  - Actuelle : Atlantic Coast Conference (depuis 2024)
  - Ancienne : 
    - Texas Intercollegiate Athletic Association (en) (1915–1917)
    - Southwest Conference (1918–1995)
    - Western Athletic Conference (1996–2004)
    - Conference USA (2005–2012)
    - American Athletic Conference (2013–2023)

- Internet :
  - Nom site Web : smumustangs.com
  - URL : https://smumustangs.com/sports/football

- Bilan des matchs :
  - Victoires : 545 (49,2%)
  - Défaites : 564
  - Nuls : 54

- Bilan des Bowls :
  - Victoires : 7 (39,5 %)
  - Défaites : 11
  - Nul : 1

- College Football Playoff : 
  - 1 participation (2024)
  - Bilan : 0-1

- Titres :
  - Titres nationaux réclamés : 3 (1935, 1981, 1982)
  - Titres de conférence : 12 (11 SWC, 1 AAC)
  - Titres de division : 2 (C-USA West Division)

- Joueurs :
  - Vainqueurs du Trophée Heisman : Doak Walker (1948)
  - Sélectionnés All-American : 17

- Hymne : Peruna, Pony Battle Cry
- Mascotte : Peruna (en)
- Fanfare : Mustang Band (en)

- Rivalités :
  - TCU (en)
  - Houston (en)
  - North Texas (en)
  - Navy (en)
  - Rice (en)

### Histoire

#### Scandale des Mustangs de SMU
Le programme de football américain des Mustangs de SMU est au cœur d'un scandale à la suite de violations massives et répétées des règlements de la NCAA entre la fin des années 1970 et milieu des années 1980. L'université avait construit un programme de football américain performant à travers un système de caisses noires servant à rémunérer les joueurs et leurs familles. Les rémunérations avaient pour but d'inciter les athlètes à jouer pour les Mustangs ce qui était strictement interdit par la NCAA.
La sanction des Mustangs est la Death Penalty(peine de mort), une des sanctions les plus sévères de l'histoire de la NCAA.
Le programme est banni du championnat durant toute la saison 1987, résultant en une annulation pure et simple de toute la saison sportive. SMU est aussi interdit de recrutement (bourses sportives) et écope en plus d'une interdiction de participation aux bowls jusqu'à la saison 1989. Lors de la saison 1988, encore sous le coup des sanctions, le programme n'est pas autorisé à jouer de match à domicile. Finalement, l'université décide elle même de ne jouer aucune rencontre puisqu'elle se trouve dans l'incapacité de présenter une équipe viable. En effet, l'annulation de la saison 1987 avait provoqué un exode massif de ses joueurs vers d'autres universités. Cette affaire a profondément terni l'image de SMU. Les Mustangs ne participeront de nouveau à un bowl qu'en 2009 et ne remporteront un autre titre de conférence qu'en 2023.
En 2010, ce scandale fait l'objet d'un épisode nommé Pony Excess de la série documentaire « 30 for 30 » produite par ESPN.

### Palmarès
- Titres nationaux réclamés :

Selon certaines agences majeures de cotation, SMU a remporté trois titres de la NCAA , que l'université réclame.
| Saison | Entraîneur         | Agences de cotation                                                                      | Bilan  | Bowl             | Adversaire               | Résultat | Classement AP | Classement Coache's |
| ------ | ------------------ | ---------------------------------------------------------------------------------------- | ------ | ---------------- | ------------------------ | -------- | ------------- | ------------------- |
| 1935   | Matty Bell (en)    | Berryman (QPRS), Dickinson System, Houlgate System, Sagarin Ratings, Sagarin (ELO-Chess) | 12–1   | Rose Bowl 1936   | Indians de Stanford (en) | P, 0–7   | –             | –                   |
| 1981   | Ron Meyer          | National Championship Foundation                                                         | 10–1   | –                | –                        | –        | No 5          | –                   |
| 1982   | Bobby Collins (en) | Helms Athletic Foundation                                                                | 11–0–1 | Cotton Bowl 1983 | Panthers de Pittsburgh   | G, 7–3   | No 2          | No 2                |
- Champions de conférence :

SMU a remporté onze titres de conférence dont deux à égalité (†)
| Saison | Conférence                   | Entraîneur         | Bilan global | Bilan de conférence |
| ------ | ---------------------------- | ------------------ | ------------ | ------------------- |
| 1923   | Southwest Conference         | Ray Morrison (en)  | 9–0          | 5–0                 |
| 1926   | Southwest Conference         | Ray Morrison (en)  | 8–0–1        | 5–0                 |
| 1931   | Southwest Conference         | Ray Morrison (en)  | 9–1–1        | 5–0–1               |
| 1935   | Southwest Conference         | Matty Bell (en)    | 12–1         | 6–0                 |
| 1940†  | Southwest Conference         | Matty Bell (en)    | 8–1–1        | 5–1                 |
| 1947   | Southwest Conference         | Matty Bell (en)    | 9–0–2        | 5–0–1               |
| 1948   | Southwest Conference         | Matty Bell (en)    | 9–1–1        | 5–0–1               |
| 1966   | Southwest Conference         | Hayden Fry (en)    | 8–3          | 6–1                 |
| 1981   | Southwest Conference         | Ron Meyer          | 10–1         | 7–1                 |
| 1982   | Southwest Conference         | Bobby Collins (en) | 11–0–1       | 7–0–1               |
| 1984†  | Southwest Conference         | Bobby Collins (en) | 10–2         | 6–2                 |
| 2023   | American Athletic Conference | Rhett Lashlee (en) | 11–2         | 8–0                 |
- Champions de division :

SMU a remporté deux titres de division chaque fois à égalité (†)
| Saison | Conférence     | Division | Entraîneur      | Finale de conférence                                          | Finale de conférence                                          |
| ------ | -------------- | -------- | --------------- | ------------------------------------------------------------- | ------------------------------------------------------------- |
| Saison | Conférence     | Division | Entraîneur      | Adversaire                                                    | Résultat                                                      |
| 2009†  | Conference USA | West     | June Jones (en) | Houston est sélectionné en fonction des critères de départage | Houston est sélectionné en fonction des critères de départage |
| 2010†  | Conference USA | West     | June Jones (en) | Knights de l'UCF                                              | P, 7–17                                                       |

### Bowls
SMU a participé à 21 bowls universitaires, en a remporté 7 pour 11 défaites, 1 nul et 2 annulés à la suite de la pandémie de Covid-19 aux États-Unis.
| Saison | Entraîneur         | Bowl                       | Adversaire                               | Résultat          |
| ------ | ------------------ | -------------------------- | ---------------------------------------- | ----------------- |
| 1924   | Ray Morrison (en)  | Dixie Classic 1925         | Wesleyan de la Virginie-Occidentale (en) | P, 7–9            |
| 1935   | Matty Bell (en)    | Rose Bowl 1936             | Indians de Stanford (en)                 | P, 0–7            |
| 1947   | Matty Bell (en)    | Cotton Bowl Classic 1948   | Nittany Lions de Penn State              | T 13–13           |
| 1948   | Matty Bell (en)    | Cotton Bowl Classic 1949   | Webfoots de l'Oregon                     | G, 21–13          |
| 1963   | Hayden Fry (en)    | Sun Bowl 1963              | Webfoots de l'Oregon                     | P, 14–21          |
| 1966   | Hayden Fry (en)    | Cotton Bowl Classic 1966   | Bulldogs de la Géorgie                   | P, 9–24           |
| 1968   | Hayden Fry (en)    | Astro-Bluebonnet Bowl 1968 | Sooners de l'Oklahoma                    | G, 28–27          |
| 1980   | Ron Meyer          | Holiday Bowl 1980          | Cougars de BYU                           | P, 45–46          |
| 1982   | Bobby Collins (en) | Cotton Bowl Classic 1983   | Panthers de Pittsburgh                   | G, 7–3            |
| 1983   | Bobby Collins (en) | Sun Bowl 1983              | Crimson Tide de l'Alabama                | P, 7–28           |
| 1984   | Bobby Collins (en) | Aloha Bowl 1984            | Fighting Irish de Notre Dame             | G, 27–20          |
| 2009   | June Jones (en)    | Hawaiʻi Bowl 2009          | Wolf Pack du Nevada                      | G, 45–10          |
| 2010   | June Jones (en)    | Armed Forces Bowl 2010     | Black Knights de l'Army                  | P, 14–16          |
| 2011   | June Jones (en)    | BBVA Compass Bowl 2012     | Panthers de Pittsburgh                   | G, 28–6           |
| 2012   | June Jones (en)    | Hawaiʻi Bowl 2012          | Bulldogs de Fresno State                 | G, 43–10          |
| 2017   | Sonny Dykes (en)   | Frisco Bowl 2017           | Bulldogs de Louisiana Tech               | P, 10–51          |
| 2019   | Sonny Dykes (en)   | Boca Raton Bowl 2019       | Owls de Florida Atlantic                 | P, 28–52          |
| 2020   | Sonny Dykes (en)   | Frisco Bowl 2020           | Roadrunners de l'UTSA                    | Annulé (Covid-19) |
| 2021   | Sonny Dykes (en)   | Fenway Bowl                | Cavaliers de la Virginie                 | Annulé (Covid-19) |
| 2022   | Rhett Lashlee (en) | New Mexico Bowl 2022       | Cougars de BYU                           | P, 23–24          |
| 2023   | Rhett Lashlee (en) | Fenway Bowl 2023           | Eagles de Boston College                 | P, 14–23          |
| 2024   | Rhett Lashlee (en) | Premier tour du CFP 2024   | Nittany Lions de Penn State              | P, 10–38          |

### Entraîneurs
| Nom                 | Saisons              | Bilan (v-d-n) | % victoires |
| ------------------- | -------------------- | ------------- | ----------- |
| Ray Morrison        | 1915-1916            | 2-13-2        | 17,6        |
| J. Burton Rix       | 1917-1921            | 16-19-7       | 46,4        |
| Ray Morrison        | 1922-1934            | 82-31-20      | 69,2        |
| Matty Bell          | 1935–1941, 1945-1949 | 79-40-8       | 65,4        |
| Jimmy Stewart       | 1942-1944            | 10-18-2       | 36,7        |
| Rusty Russell       | 1950-1952            | 13-15-2       | 46,7        |
| Woody Woodard       | 1953-1956            | 19-20-1       | 48,8        |
| Bill Meek           | 1957-1961            | 17-29-4       | 38,0        |
| Hayden Fry          | 1962-1972            | 49-66-1       | 42,7        |
| Dave Smith          | 1973-1975            | 16-15-2       | 51,5        |
| Ron Meyer           | 1976-1981            | 34-32-1       | 51,5        |
| Bobby Collins       | 1982-1986            | 43-14-1       | 75,0        |
| Forrest Gregg       | 1989-1990            | 3-19-0        | 13,6        |
| Tom Rossley         | 1991-1996            | 15-48-3       | 25,0        |
| Mike Cavan          | 1997-2001            | 22-34-0       | 39,3        |
| Phil Bennett        | 2002-2007            | 18-52-0       | 25,7        |
| June Jones          | 2008-2014            | 36-43-0       | 45,6        |
| Tom Mason (intérim) | 2014                 | 1-9-0         | 100         |
| Chad Morris         | 2015-2017            | 14-22-0       | 38,9        |
| Sonny Dykes         | 2017-2021            | 30-17-0       | 63,8        |
| Rhett Lashlee       | depuis 2022          | 29-12-0       | 73,0        |

Source : Sports-reference.com

### Récompenses individuelles
- Trophée Heisman :
  - En 1948, Doak Walker ayant joué aux postes d'halfback, de placekicker et de punter devient le seul joueur des Mustangs à remporter le trophée Heisman.

- Maxwell Award :
  - Doak Walker (1947)

- Sammy Baugh Trophy :
  - Chuck Hixson (en), quarterback (1968)

### Mustangs intronisés au College Football Hall of Fame
| Nom                                 | Poste         | Saisons              | Année d'intronisation |
| ----------------------------------- | ------------- | -------------------- | --------------------- |
| Ray Morrison (en)                   | Entraîneur    | 1915–1916, 1922-1934 | 1954                  |
| Gerald "Little Red Arrow" Mann (en) | Quarterback   | 1925-1927            | 1969                  |
| Bobby Wilson (en)                   | Halfback      | 1933-1935            | 1973                  |
| "Moanin" Matty Bell (en)            | Entraîneur    | 1935–1941, 1945-1949 | 1955                  |
| Doak "The Doaker" Walker            | Halfback      | 1945, 1947-1949      | 1959                  |
| Kyle "The Mighty Mustang" Rote      | Halback       | 1948-1950            | 1964                  |
| Gerald Mann (en)                    | Quarterback   | 1925-1927            | 1969                  |
| "Dandy" Don Meredith                | Quarterback   | 1957-1959            | 1982                  |
| Hayden Fry (en)                     | Entraîneur    | 1962-1972            | 2003                  |
| Jerry LeVias (en)                   | Wide receiver | 1966-1968            | 2003                  |
| Eric Dickerson                      | Running back  | 1979-1982            | 2020                  |

### Mustangs intronisés au Pro Football Hall of Fame
| Nom            | Poste                              | Franchises                                                                        | Saisons                       | Année d'intronisation |
| -------------- | ---------------------------------- | --------------------------------------------------------------------------------- | ----------------------------- | --------------------- |
| Lamar Hunt     | Fondateur de la ligue Propriétaire | Texans de Dallas Chiefs de Kansas City                                            | 1960–1962 1963-2006           | 1972                  |
| Raymond Berry  | End                                | Colts de Baltimore                                                                | 1955-1967                     | 1973                  |
| Forrest Gregg  | Tackle                             | Packers de Green Bay Cowboys de Dallas                                            | 1956, 1958–1970 1971          | 1977                  |
| Doak Walker    | Halfback                           | Lions de Détroit                                                                  | 1950-1955                     | 1986                  |
| Eric Dickerson | Running back                       | Rams de Los Angeles Colts d'Indianapolis Raiders de Los Angeles Falcons d'Atlanta | 1983–1987 1987-1991 1992 1993 | 1999                  |

### Rivalités
| Équipe rivale             | Surnom de la rivalité       | Trophée de la rivalité | Bilan des Mustangs | Bilan des Mustangs | Bilan des Mustangs | Bilan des Mustangs | Bilan des Mustangs | Premier match | Dernier match |
| ------------------------- | --------------------------- | ---------------------- | ------------------ | ------------------ | ------------------ | ------------------ | ------------------ | ------------- | ------------- |
| Équipe rivale             | Surnom de la rivalité       | Trophée de la rivalité | Nb.                | V.                 | D.                 | N.                 | %                  | Premier match | Dernier match |
| Horned Frogs de TCU       | Iron Skillet Battle (en)    | Iron Skillet           | 103                | 43                 | 53                 | 7                  | 41,7               | 1915          | 2024          |
| Owls de Rice              | -                           | Mayor's Cup (en)       | 91                 | 49                 | 41                 | 1                  | 53,8               | 1916          | 2023          |
| Mean Green de North Texas | Safeway Bowl (en)           | -                      | 43                 | 36                 | 6                  | 1                  | 83,7               | 1922          | 2023          |
| Midshipmen de la Navy     | Battle for the Gansz Trophy | Gansz Trophy (en)      | 25                 | 12                 | 13                 | 0                  | 48,0               | 1930          | 2023          |

### Historique du stade
- Armstrong Field (en) (1915–1925)
- Ownby Stadium (en) (1926–1948, 1989–1994)

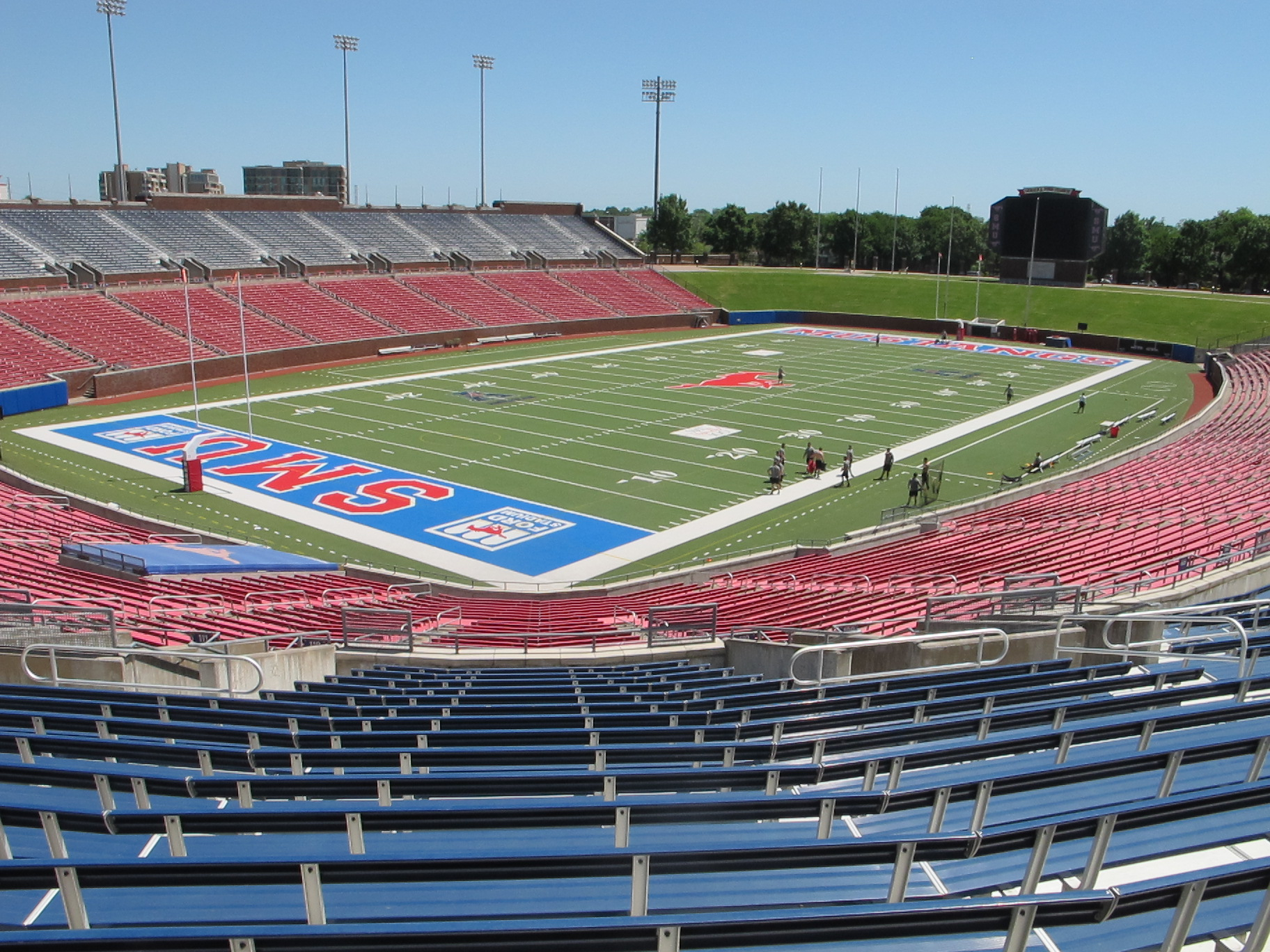
Le Gerald J. Ford Stadium en 2016.

- Cotton Bowl (1932–1978, 1995–1999)
- Texas Stadium (1979–1986)
- Gerald J. Ford Stadium (depuis 2000)